# عبد السلام عباس المكاوي
عبد السلام بك عباس المكاوي
ولد في 10 اغسطس 1907 في قرية كرداسة في محافظة الجيزة في عائلة من وجهاء المحافظة وهي عائلة المكاوي والتي ترجع جزورها إلى الأمير محمود بن محمدبن يوسف المغربي بالمغرب() والده عباس بك المكاوي عمدة كرداسه ويلقب بعباس بك أبو الذهب وخاله الاميرالاى حسين بك وهبى
تخرج من كلية الحقوق بجامعة القاهرة سنة 1926م التي درس فيها على يد كبار فقهاء القانون والشريعة مثل السنهوري وعلي الخفيف ومحمد أبي زهرة، عين بعدها في سلك القضاء حتى عين وزيرا للعدل بالإقليم الشمالي (سوريا) أثناء الوحدة مع مصر وبعد انهاء الوحدة عمل رئيس لمحكمة امن الدولة العليا ثم رئيساً لمحكمة الاستئناف ثم رئيسا لمحكمة النقض واستمر في العمل بها حتى تقاعده سنة 1970 وقد حصل على وسام الاستحقاق من الدرجة الأولى من سيادة الرئيس جمال عبد الناصر نظراً لمجهوداتة في سلك القضاء وقد عمل مدرساً لطلاب الدراسات العليا بحقوق القاهرة.